# Postura (psicologia)
Postura de valores (Werthaltungen) designa em psicologia o traço de personalidade caracterizado pela tendência que as pessoas tomam no julgar determinados objetivos (ex. liberdade, igualdade) ou disposições de ação (ex. honestidade, prestatibilidade). Por exemplo as pessoas se diferenciam no valor que atribuem à honestidade - algumas pessoas consideram-na importantíssima e não admitem exceções, outras a consideram importante, mas admitem que em determinadas situações uma "mentirinha" seja justificável, enquanto para outras pessoas ela é um tipo de comportamento subordinado a outros valores. Essas diferentes posturas se apresentam como características relativamente estáveis do indivíduo, dependendo porém do ambiente externo onde este se encontra, e fazem assim parte de sua personalidade. Entre os diferentes tipos de postura e as disposições de comportamento correspondentes há uma relação de correlação - ou seja, pessoas que valorizam novidades (postura) tendem a ser curiosas (disposição de comportamento); pessoas ansiosas (disposição de comportamento) costumam valorizar a segurança (postura).
Tematicamente próximo ao conceito de postura é o de valor, que designa o juízo que se faz de algo, ou seja a (in-)desejabilidade atribuída a alguma coisa. O termo alemão aqui traduzido como "postura" é por vezes traduzido em inglês por value (valor), gerando confusão entre o valor atribuído a um objeto (seu valor) e a tendência de julgar determinados objetivos e atos como mais ou menos desejáveis (aqui chamada "postura").

## Uma classificação de valores e a medição da postura
Tradicionalmente se diferenciam dois tipos de objetivos - os objetivos instrumentais que servem de instrumento para se alcançar um objetivo final. Essa divisão é, no entanto, relativa: Os diferentes objetivos que uma pessoa busca estão organizados em hierarquia, de forma que um objetivo (ex. solicitude) pode ser ao mesmo tempo objetivo instrumental para se atingir um outro objetivo (ex. fraternidade) e objetivo final de um outro objetivo instrumental que leva a ele (ex. autocontrole). Rokeach (1973) propôs uma lista de 18 valores instrumentais (descritos por um adjetivo) que conduzem a 18 valores fundamentais (descritos por um substantivo):
- A pessoa procura ser (objetivo instrumental: ambicioso, tolerante, capaz, alegre, limpo, corajoso, indulgente, prestativo, honesto, imaginativo, independente, intelectual, lógico, afetuoso, obediente, educado, responsável, controlado;
- para alcançar (objetivo final): uma vida confortável uma vida excitante a sensação de alcançar alguma coisa um mundo em paz um mundo belo igualdade, segurança familiar, liberdade, felicidade, harmonia interior, amor maduro, segurança do país, prazer, salvação (fé), autorespeito, reconhecimento social, amizade verdadeira, sabedoria.

Esses valores fazem parte do RVS (Rokeach Value Survey) uma espécie de teste psicológico no qual a pessoa deve colocar esses valores na ordem correspondente à importância que eles têm para ela. Como se vê na lista, os objetivos finais listados podem ser atingidos de diferentes maneiras, através de diferentes objetivos instrumentais.
Além do RVS foi desenvolvido também um questionário (SVI, Social Values Inventory) para medir a importância relativa de diferentes valores para uma pessoa - ou seja sua postura. Mas a postura de alguém também pode ser registrada e compreendida através de técnicas de análise de conteúdo de discursos, declarações, livros, etc. de alguém.

## A teoria das posturas de Schwarz
Schwarz e Bilsky (1987,1990) aplicaram o RVS (ver acima) em sete culturas diferentes e os resultados foram projetados sobre um plano bidimensional, gerando assim uma espécie de mapa em que cada área representa os valores estimados por cada postura. Os autores chegaram dessa forma a um total de sete posturas que se ditribuiam nos "mapas" de cada cultura de forma idêntica. A única cultura das estudadas que se diferenciava das outras foi a chinesa (Hongkong): nessa cultura, de acordo com a filosofia confuciana a conformidade com as normas sociais é vista como compatível com a maturidade pessoal - o que não era o caso nas outras culturas. Diante desse e de outros resultados Schwarz (1992) aumentou a quantidade de porturas de sete para onze, criou um novo e maior questionário e realizou estudos com quarenta grupos de pessoas (amostras) em 20 culturas. Das onze posturas estudadas dez se mostraram estáveis em todas as culturas - apenas os valores de "Espiritualidade" se mostraram heterogêneos. As dez posturas (grupos de valores) de Schwarz são:
- Segurança
- Poder
- Desempenho
- Hedonismo
- Estímulo
- Autodeterminação
- Universalismo
- Benevolência
- Conformidade e
- Tradição

Apesar de os valores finais apresentarem uma estrutura similar nas culturas estudadas por Schwarz, os objetivos instrumentais não se mostraram assim homogêneos, de forma que essa divisão não parece ser adequada para o estudo das posturas. Um outro problema da classificação de Schwarz é a arbitrariedade dos valores: apesar de os valores do questionário de Schwarz serem compreendidos de maneira similar em diferentes culturas, isso não significa que eles sejam os valores mais importantes dessas culturas. Assim o modelo de Schwarz não apresenta o valor mais importante para os alemães: saúde. Assim pode se dar também em relação a outras culturas.

## O método lexicográfico no estudo das posturas
Uma outra abordagem para o estudo foi o uso do método lexicográfico. Esse método consiste em (1) buscar no vocabulário de uma lígua todas as palavras que digam respeito a um determinado construto, (2) várias pessoas recebem a tarefa de reunir as palavras em grupos de palavras que segundo elas fazem parte do mesmo grupo, (3) por fim, através de um método estatístico chamado análise fatorial, as estruturas de semelhança de todas as pessoas são resumidas em alguns pouco fatores (dimensões). Renner (2002) realizou um estudo com esse método com uma amostra de Austríacos e chegou às seguintes cinco dimensões da postura (enter parênteses subfatores):
- Intelectualidade (abertura para o mundo, cultura)
- Harmonia (comunidade, família, amor à vida)
- Religiosidade (fé, graça)
- Materialismo (propriedade, sucesso, prazer)
- Conservadorismo (nacionalismo, defesa, dever)

Com auxílio dessas cinco dimensões a postura de uma pessoa pode ser descrita através dos diferentes valores que cada uma das dimensões tem para o indivíduo. O problema desse método - problema que também tem o big five - é a falta de uma teoria de base: as cinco dimensões não são fruto de uma teoria orgânica, mas de uma análise linguística e, assim, espelham antes o entendimento da psicologia do senso comum (nesse caso so austríacos) sobre o que sejam posturas.